# Олімпійський комітет Південного Судану
Національний олімпійський комітет Південного Судану (англ. South Sudan National Olympic Committee) — організація, що представляє Південний Судан в міжнародному олімпійському русі. Засновано та зареєстровано в МОК у 2015 році.
Штаб-квартира розташована в Джубі. Є членом Міжнародного олімпійського комітету, Асоціації національних олімпійських комітетів Африки та інших міжнародних спортивних організацій. Здійснює діяльність по розвитку спорту в Південному Судані.